# Kristi Castlin
Kristi Castlin, född 7 juli 1988, är en amerikansk friidrottare.
Castlin blev olympisk bronsmedaljör på 100 meter häck vid sommarspelen 2016 i Rio de Janeiro.